# Emoia bismarckensis
Emoia bismarckensis es una especie de escincomorfos de la familia Scincidae.

## Distribución geográfica
Es endémica de las islas de Nueva Bretaña y Nueva Irlanda, en el archipiélago Bismarck (Papúa Nueva Guinea).